# Pierre Béarn
Pour les articles homonymes, voir Gaston et Béarn (homonymie).
Pierre Béarn (pseudonyme de Louis-Gabriel Besnard) est un libraire et homme de lettres français né le 15 juin 1902 à Bucarest (Roumanie), de parents français et mort le 27 octobre 2004 à Paris 14e, à l'âge de 102 ans.

## Biographie

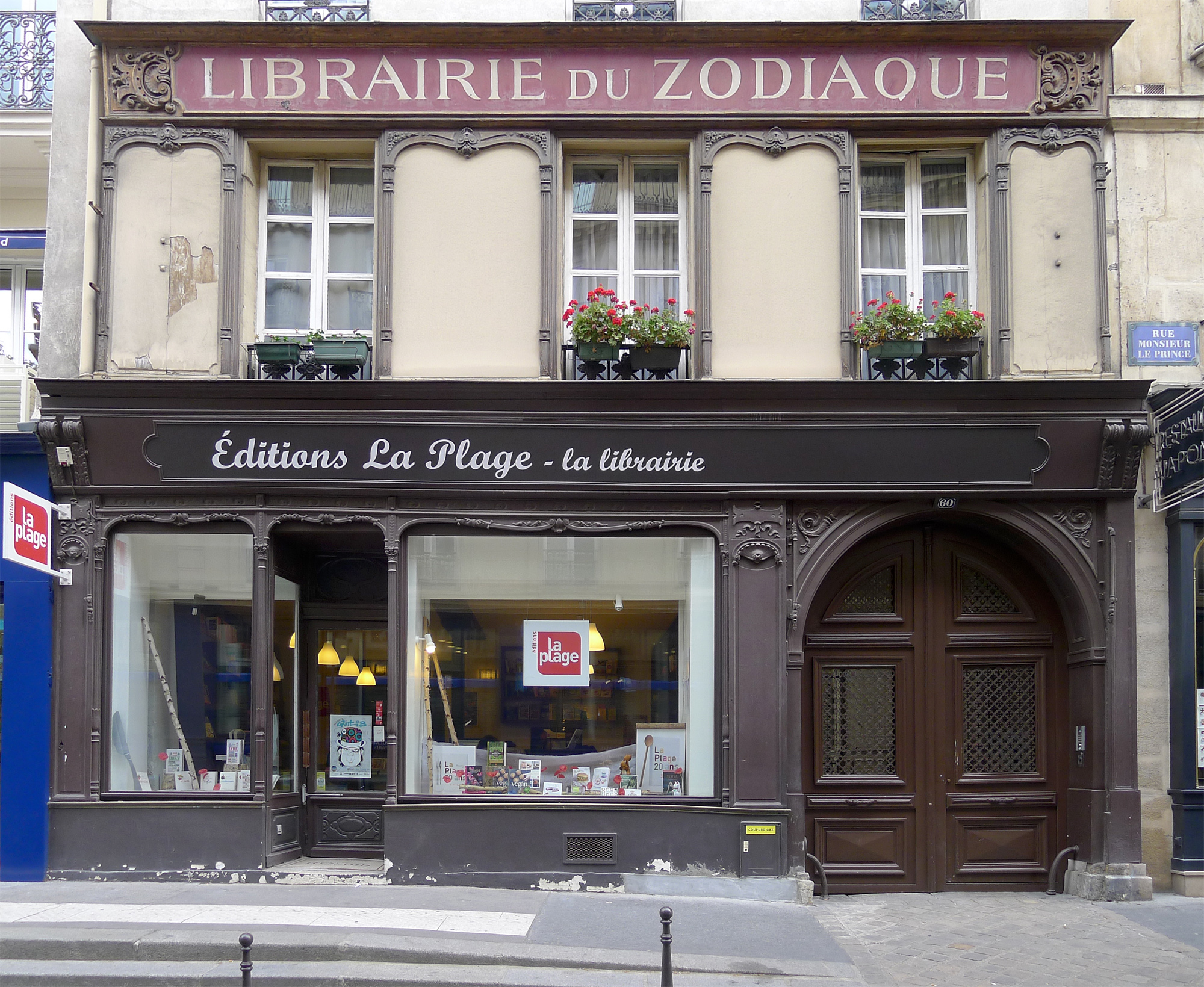
L'ancienne librairie du Zodiaque de Pierre Béarn au 60 Rue Monsieur-le-Prince.

Poète, romancier, fabuliste (360 fables à son actif), journaliste, auteur de récits de voyages, critique gastronomique et littéraire, Pierre Béarn mène une vie assez aventureuse avant de se fixer comme libraire à Paris : il reprend en 1932 la librairie du Zodiaque, fondée en 1924 par son ami Pierre Véry, située dans le Quartier latin, 60 rue Monsieur-le-Prince, et la dirige jusqu'en 1981
En 1940, lors de la calamiteuse évacuation de Dunkerke, il est mobilisé comme quartier maître et se retrouve patron d'un petit chalutier qui fait la navette entre les deux rives de la Manche pour évacuer des soldats français et anglais, dans une ambiance de désastre et de pagaille. Il en tire un récit d'une brutale franchise, intitulé De Dunkerque en Liverpool, qui n'épargne ni l’État-Major anglais, ni les gaullistes. Sous l'occupation, ce livre est récupéré comme propagande par l'occupant allemand (référencement dans le Miroir des Livres, en 1942/1943, un catalogue d’œuvres françaises et allemandes à visées collaborationnistes). Il est donc inquiété à la Libération, en 1944, par le Comité national des écrivains, chargé de l'épuration des intellectuels et éditeurs collaborationnistes qui le place sur sa Liste noire. Pierre Béarn écrit alors une lettre « fulminante » à l'écrivain et résistant Jean Paulhan qui siège au CNE… et avait suivi la publication de l'ouvrage chez Gallimard, y compris le passage de l’œuvre à travers le crible de la censure allemande. Pierre Béarn (qui a participé à la Libération de Paris) verra son nom retiré de la seconde version de la liste du CNE, mais en gardera des rancunes.
Il peint, dans un langage direct, dru, agressif parfois, les Couleurs d'usine (1951), rêve avec les Passantes, fait un voyage au long cours vers Mes cent Amériques (1944) et trouve sa meilleure veine dans les Dialogues de mon amour, publiés en 1957, mis en scène en 1965, dont tels fragments ne sont pas indignes d'une comparaison avec la poésie amoureuse d'Eluard. Refus d'héritage (1965) est une protestation violente contre la civilisation atomique et cybernétique. Il a travaillé en usine, été marin, participe a des expéditions en Afrique noire. On lui doit la création du Mandat des poètes, décerné, chaque année, a un poète malade ou âgé, par quelques centaines de poètes français.
En 1968, il invente l'expression « Métro-boulot-dodo », à partir d'un vers d'un poème de son recueil Couleurs d'usine paru en 1951. L'expression deviendra un des slogans de mai 68.
Toujours au service des autres, animateur pendant plusieurs années[Combien ?] d'une émission de radio célébrant la poésie, il est par ailleurs, pendant 18 ans, le responsable et unique rédacteur du magazine La Passerelle.
Fin mai 2004, quelques mois avant sa mort, il se marie à 101 ans avec Brigitte Egger.
Il meurt le 27 octobre 2004 à l'âge de 102 ans, dans le 14e arrondissement de Paris. Il est inhumé au nouveau cimetière de Montlhéry (Essonne).

## Œuvres
- Paris gourmand - Ce que doit savoir un gourmand pour devenir un gastronome, Gallimard, 1929.
- Grimod de La Reynière, Gallimard (collection Les vie illustres), 1930.
- L'agonie du Suffren, Nouvelles éditions latines-Fernand Sorlot, 1937.
- Si lâches dès le matin, Jean Flory, 1940.
- De Dunkerque en Liverpool, Gallimard, 1941.
- Mains sur la mer (poèmes), Jean Flory, 1941.
- Mes cent Amériques, ill. de Bob Hekking, Paris, Sous le signe du Zodiaque, 1944.
- Jean-Pierre et la navigation, Le pavois, 1945.
- L'océan sans espoir, Émile-Paul, 1946.
- Couleurs d'usine (poèmes), Seghers, 1951.
- Couleurs de cendre (poèmes), Seghers, 1952.
- Couleurs d'ébène (poèmes), Seghers, 1953.
- Couleurs intimes (poèmes), Rougerie, 1953.
- Couleurs nocturnes (poèmes), Cahiers de Rochefort, 1953.
- L'Afrique vivante, Librairie Arthème Fayard, 1955.
- Couleurs de vent, 1955.
- Dialogues de mon amour (Printemps I, Été II, Automne III, Hiver IV), P. Seghers, 1956-57.
- À la conquête de la mer, Bourrelier, 1956.
- Cram-Cram du Niger (roman), Librairie Arthème Fayard, 1959.
- Couleur de mer, Rougerie, 1962.
- Passantes, Zodiaque, 1964.
- Couleurs éparses, Rougerie, 1969.
- Couleurs piégées, Bernard Grasset, 1973.
- L'homme qui marche, éditions Saint-Germain-des-Prés, 1978.
- Fables, éditions Saint-Germain-des-Prés, 1978.
- Brève, la traversée (poèmes), J. Grassin, 1978.
- D'amour et d'eau claire, Bernard Grasset, 1983.
- 54 fables, chez l'auteur, 1988.
- La Bête, éditions Ramsay, 1989.
- L'érotisme dans la poésie féminine de langue française des origines à nos jours, Au terrain vague, 1993.
- L'arc-en-ciel de ma vie, Editinter, 1998.
- 50 étonnantes nouvelles fables, Editinter, 2003.
- Les aventures libertines troublantes et folichonnes de Bobby et Bobinette (nouvelles), Editinter, 2004.

## Distinctions
- Chevalier de la Légion d'honneur
- Médaille de la Résistance française
- Commandeur de l'ordre des Arts et des Lettres

De l'Académie française
- 1957 : prix Paul Verlaine pour Dialogue de mon amour
- 1971 : prix Amic pour la Revue "La Passerelle"
- 1973 : prix Broquette-Gonin (littérature) pour l’ensemble de son œuvre
- 1981 : prix d’Académie pour l’ensemble de son œuvre
- 1994 : prix Mottart pour l’ensemble de son œuvre
- 1995 : grand prix de poésie pour l'ensemble de son œuvre poétique
- 1996 : prix Alfred-Verdaguer

## Sur Pierre Béarn
- Pierre Béarn, textes de Michel Dansel, Jean-Louis Depierris et Pierre Béarn, collection Poètes d’aujourd’hui no 204, Paris, Seghers, 1972.
- Métro, boulot, dodo, entretiens avec Christian Denis, éditions Le Dé Bleu, 1996, 95 pages.
- Anthologie des Poètes de la bonne chère, Kilien Stengel, éditions de la Table Ronde, 2007, 200 pages.

## Postérité
Brigitte Egger-Béarn, son épouse, continue à veiller sur l'œuvre de Pierre Béarn dans le cadre de l'Association des Amis de Pierre Béarn qu'elle dirige.
Le recueil de poèmes érotiques Vénus pourpre des charnelles ivresses est paru en novembre aux éditions Éditinter.
Voici un extrait d'un de ses poèmes :
Quand la chair se fait promesse,
c'est tout un programme alléchant,
quand l'amour s'annonce ivresse,
revanche où le temps se saborde,
bien plus qu'une simple bagatelle,
l'envie d'un instant, vite effacé,
c'est la jeunesse intemporelle
l'énergie puisée à sa source,
pour sourdre en force indomptée
et jaillir en geysers de désir...
...
C'est Vénus transformée en rose
chair disloquée, chair empourprée
chair pantelante, chair affamée
de succomber à la morsure
du pieu sacré qui la pénètre
pour s'accomplir dans l'échancrure...
nul autre salut pour renaître !

## Pour approfondir